# Moscow (Maryland)
Moscow – jednostka osadnicza w Stanach Zjednoczonych, w stanie Maryland, w hrabstwie Allegany.